# Comitatul Ciuc
Comitatul Ciuc, cunoscut și ca Varmeghia Ciucului (în maghiară Csík vármegye, în germană Komitat Tschick), a fost o unitate administrativă a Regatului Ungariei, care a funcționat în perioada 1876-1920. Capitala comitatului a fost orașul Miercurea Ciuc.

## Geografie
Comitatul Ciuc se învecina la nord-vest cu Comitatul Bistrița-Năsăud (Beszterce-Naszód), la vest cu comitatele Mureș-Turda (Maros-Torda) și Odorhei (Udvarhely), la sud cu Comitatul Trei Scaune (Háromszék). În părțile de nord-est și de est, acest comitat forma granița între Regatul Ungariei și Regatul României. Comitatul era situat în Munții Carpați, în zona izvoarelor și a cursurilor inferioare ale râurilor Olt și Mureș. Suprafața comitatului în 1910 era de 4.859 km², incluzând suprafețele de apă.

## Istorie
Regiunea Ciuc era formată din trei scaune secuiești: Csíkszék, Gyergyószék și Kászonszék. Comitatul Ciuc a fost înființat în 1876, când structura administrativă a Transilvaniei a fost schimbată. În 1918, urmată fiind de confirmarea Tratatului de la Trianon din 1920, comitatul, alături de întreaga Transilvanie istorică, a devenit parte a României, fiind reorganizat ca județ.
În perioada 1940-1944, această regiune a fost ocupată de Ungaria, în urma Dictatului de la Viena. Teritoriul Comitatului Ciuc se regăsește azi în județele Harghita, Neamț (o mică parte aflată în nord-est) și Bacău (o mică parte aflată în est).

## Demografie
În 1891 populația comitatului era de 114.110 locuitori, dintre care:
- Maghiari – 98.831 (86,61%)
- Români – 14.470 (12,68%)
- Germani – 384 (0,34%)

## Subdiviziuni
La începutul secolului 20, subdiviziunile comitatului Ciuc erau următoarele:
| Districte (járás)                          | Districte (járás)                 |
| District                                   | Capitală                          |
| ------------------------------------------ | --------------------------------- |
| Felcsík                                    | Csíkszereda --- Miercurea Ciuc    |
| Gyergyószentmiklós                         | Gyergyószentmiklós --- Gheorgheni |
| Gyergyótölgyes                             | Gyergyótölgyes --- Tulgheș        |
| Kászonalcsík                               | Csíkszentmárton --- Sânmartin     |
| Szépvíz                                    | Szépvíz --- Frumoasa              |
| Districte urbane (rendezett tanácsú város) |                                   |
| Csíkszereda --- Miercurea Ciuc             |                                   |
| Gyergyószentmiklós --- Gheorgheni          |                                   |